# Contao Airport
Contao Airport är en flygplats i Chile.   Den ligger i provinsen Provincia de Palena och regionen Región de Los Lagos, i den södra delen av landet, 900 km söder om huvudstaden Santiago de Chile. Contao Airport ligger 6 meter över havet.
Terrängen runt Contao Airport är varierad. Havet är nära Contao Airport åt nordväst. Runt Contao Airport är det mycket glesbefolkat, med 2 invånare per kvadratkilometer.. 
I omgivningarna runt Contao Airport växer i huvudsak blandskog.